# زندگی وردی
زندگی وردی (انگلیسی: The Life of Verdi) یک مینی‌سریال زندگی‌نامه‌ای ایتالیایی به کارگردانی رناتو کاستلانی است که در سال ۱۹۸۲ منتشر شد.
این سریال دربارهٔ زندگی جوزپه وردی است و راوی نسخهٔ انگلیسی آن برت لنکستر بود. در این سریال از ۱۰۰ بازیگر، ۱۸۰۰ سیاهی‌لشکر و ۴۰۰۰ دست لباس استفاده شده‌است.

## بازیگران
- رانلد پیکاپ در نقش جوزپه وردی
- لینو کاپولیکیو در نقش آریگو بوئیتو
- رنتسو پالمر در نقش کامیلو دی کاوور
- اوگو بولونیا در نقش گائتانو دونیزتی
- ایفا کریستیان در نقش ترزا اشتولتس
- اومرو آنتونوتی
- جان‌پی‌یرو آلبرتینی
- آدریانا اینوچنتی
- داریا نیکولودی
- انتسو چروزیکو
- یان نیکلاس
- میلنا ووکوتیک
- لئوپولدو تریئسته
- تیتو اسکیپا جونیور
- کارلا فراچی